# Villers-sur-Saulnot
Villers-sur-Saulnot ist eine Gemeinde im französischen Département Haute-Saône in der Region Bourgogne-Franche-Comté.

## Geographie
Villers-sur-Saulnot liegt auf einer Höhe von 375 m über dem Meeresspiegel, neun Kilometer westlich von Héricourt und etwa zwölf Kilometer westnordwestlich der Stadt Montbéliard (Luftlinie). Das Dorf erstreckt sich im Westen der Burgundischen Pforte, am südlichen Rand eines Beckens zwischen den Höhen des Massif de Saulnot im Norden und des Bois d'Arcey im Süden.
Die Fläche des 2,37 km² großen Gemeindegebiets wird vorwiegend von einem Becken eingenommen, das durchschnittlich auf 370 m liegt und keinen oberirdischen Abfluss aufweist. Im Norden des Areals befindet sich das Moorgebiet Marais de Saulnot. Der Bach Sapoie sorgt für die Entwässerung nach Süden, versickert jedoch beim Gehöft La Baume (Tropfsteinhöhle). Das Gebiet wird überwiegend landwirtschaftlich genutzt (Acker- und Wiesland). Nach Südosten reicht der Gemeindeboden auf den bewaldeten Höhenzug des Bois d'Arcey, auf dem mit 500 m die höchste Erhebung von Villers-sur-Saulnot erreicht wird. Dieser Höhenrücken besteht aus einer widerstandsfähigen Kalkschicht der mittleren Jurazeit.
Nachbargemeinden von Villers-sur-Saulnot sind Chavanne im Norden, Désandans im Osten, Arcey im Süden sowie Saulnot im Westen.

## Geschichte
Im Mittelalter gehörte Villers-sur-Saulnot zur Herrschaft Granges. Zusammen mit der Franche-Comté gelangte das Dorf mit dem Frieden von Nimwegen 1678 definitiv an Frankreich. Seit 2001 ist Villers-sur-Saulnot Mitglied des 20 Ortschaften umfassenden Gemeindeverbandes Communauté de communes du Pays d’Héricourt. Das Dorf besitzt keine eigene Kirche, es gehört zur Pfarrei Saulnot.

## Sehenswürdigkeiten
Vor dem GRathaus (Mairie) steht ein großer Rundbrunnen mit der Statue von Johannes dem Täufer.
Ca. 1,5 Kilometer südlich der Ortschaft befindet sich die Baume de Gonvillars, eine aktive Wasserhöhle, die über einen fossilen Eingang betreten werden kann.

## Bevölkerung
| Jahr                       | 1962 | 1968 | 1975 | 1982 | 1990 | 1999 | 2007 | 2017 |
| Einwohner                  | 111  | 127  | 125  | 104  | 116  | 132  | 157  | 133  |
| Quellen: Cassini und INSEE |      |      |      |      |      |      |      |      |

Mit 129 Einwohnern (1. Januar 2022) gehört Villers-sur-Saulnot zu den kleinen Gemeinden des Départements Haute-Saône. Nachdem die Einwohnerzahl in der ersten Hälfte des 20. Jahrhunderts deutlich abgenommen hatte (1886 wurden noch 182 Personen gezählt), wurde seit Beginn der 1990er Jahre wieder ein leichtes Bevölkerungswachstum verzeichnet.

## Wirtschaft und Infrastruktur
Villers-sur-Saulnot war bis weit ins 20. Jahrhundert hinein ein vorwiegend durch die Landwirtschaft (Ackerbau, Obstbau und Viehzucht) geprägtes Dorf. Daneben gibt es heute einige Betriebe des lokalen Kleingewerbes. Mittlerweile hat sich das Dorf auch zu einer Wohngemeinde gewandelt. Viele Erwerbstätige sind deshalb Wegpendler, die in den größeren Ortschaften der Umgebung und im Agglomerationsraum Belfort-Montbéliard ihrer Arbeit nachgehen.
Die Ortschaft liegt abseits der größeren Durchgangsachsen an einer Departementsstraße, die von Saulnot nach Arcey führt. Weitere Straßenverbindungen bestehen mit Chavanne und Gonvillars.